# Янессаари
Я́нессаари (фин. Jänessaari) — один из районов города Турку, входящий в территориальный округ Хирвенсало-Какскерта.

## Географическое положение
Район расположен в северо-западной части острова Хирвенсало, на побережье Архипелагового моря.

## Население
Район входит в число самых малозаселённых частей Турку. В 2004 году численность населения района составляла всего 26 человек, из которых дети моложе 15 лет — 11,54 %, а старше 65 лет — 26,92 %. Финским языком в качестве родного владели 92,31 % населения района, шведским — 3,85 % и другими — 3,85 %. В 2007 году численность населения района составила 27 человек.